# Ахманова, Ольга Сергеевна
О́льга Серге́евна Ахма́нова (урожд. Горская; 2 июня 1908, хутор Высокое, ныне Тамбовской обл. — 8 ноября 1991, Москва) — советский лингвист-англист, профессор филологического факультета МГУ им. М. В. Ломоносова.

## Биография
Отец — Сергей Викторович Горский (1866—1933), из дворян, инженер-технолог-химик в области спирто-водочного производства. Мать — Любовь Петровна Горская (Ильина; 1881—1934), из дворян, крупных землевладельцев, после революции работала в различных дошкольных учреждениях.
В 1924 г. окончила Сухумский индустриальный техникум, в 1926 г. — Курсы иностранных языков (бывшие «Степановские»), в 1938 г. экстерном — 2-й МГПИИЯ, в 1941 г. — аспирантуру при 1 МГПИИЯ (ныне МГЛУ) с защитой диссертации на степень кандидата филологических наук (английская филология). В 1954 г. защитила диссертацию на степень доктора филологических наук «О разграниченности слова и словосочетания».
Преподаванием иностранных языков занималась с 14 лет. С 1930 г. по 1941 г. доцент и зав. кафедрой иностранных языков в Физико-химическом институте им. Л. Я. Карпова. С 1938 по 1955 г. — в 1-м МГПИИЯ (аспирант, преподаватель, доцент, зав. кафедрой английской филологии, зам. директора института по научной и учебной работе). По совместительству работала в Академии Внешней торговли, Московском городском пединституте, в МГУ (с 1946 г.), в Институте языкознания АН ССР.
В 1946 г. награждена медалью «За доблестный труд в Великой Отечественной войне».

## Научная деятельность
Труды по английскому языку, общему языкознанию, русской лексикологии и фразеологии, психолингвистике, социолингвистике. Автор-составитель Словаря лингвистических терминов, Словаря омонимов русского языка, англо-русского и русско-английского словарей (совместно с Е. А. М. Уилсон) — классических словарей среднего объёма (по 20 тысяч слов), краткого англо-русского и русско-английского словаря, а также фундаментального русско-английского словаря, созданного под руководством профессора А. И. Смирницкого (мужа Ахмановой).

## Семья
- Первый муж — Александр Сергеевич Ахманов (1893—1957) — философ-логик, историк философии.
  - Сын — Сергей Александрович Ахманов (1929—1991) — физик, профессор, заведующий кафедрой физического факультета МГУ.
  - Сын — Александр Александрович Ахманов (1935—2001) — начальник изыскательской партии, основатель фотограммометрической лаборатории, преподаватель на кафедре геодезии в МАрхИ.
- Второй муж — Александр Хононович Брегер (1913 г.р.), инженер-майор, кандидат хим. наук, в дальнейшем доктор хим. наук.
- Третий муж — Александр Иванович Смирницкий (1903—1954) — лингвист, профессор МГУ, МГПИИЯ

## Книги
- Очерки по общей и русской лексикологии, 1957 (2-е изд. — 1975, 3-е изд. — 2009).
- О точных методах исследования языка (О так называемой «математической лингвистике»). — М.: МГУ, 1961 [соавторы И. А. Мельчук, Е. В. Падучева, Р. М. Фрумкина] М.: Изд-во МГУ, 1961. Английский перевод: Exact methods in linguistic research, — Berkeley; L. A., 1963.
- Современные синтаксические теории [соавтор Г. Б. Микаэлян]. — М.: МГУ, 1963 (2-е изд. — 2003).
- Словарь лингвистических терминов / О. С. Ахманова — М.: Советская энциклопедия, 1966 (2-е изд. — 1968; 3-е изд. — 2004).
- Лингвистика и семиотика. М.: Изд-во МГУ, 1979.
- Словарь омонимов русского языка / О. С. Ахманова — М.: Русский язык, 1974 (2-е изд. — 1976, 3-е изд. — 1986).
- Англо-русский и русско-английский словарь (краткий)- English-Russian and Russian-English dictionary / О. С. Ахманова; Под ред. Е. А. М. Уилсон — М. Русский язык, 1993.
- Большой русско-английский словарь: С приложением кратких сведений по английской грамматике и орфоэпии: 160 тыс. слов и словосочетаний (сост. Смирницкий А. И.; под ред. Ахмановой О. С.) 2001.